# Tranh độc bản
Tranh độc bản là tác phẩm hội họa chỉ có một bản duy nhất, không có bản thứ hai.
Trong hội họa, hầu hết các tác phẩm vẽ bằng sơn dầu, lụa, chì, màu nước,... đều là độc bản, những tranh chép lại chỉ là phiên bản. Tuy vậy, trong thực tế, người ta ít dùng thuật ngữ độc bản để chỉ các tranh trên.
Thuật ngữ này thường dùng để chỉ tranh đồ họa in được một bản duy nhất. Tranh in độc bản thường hay sử dụng mika, kính, tấm kẽm phẳng... như một bề mặt chế bản. Vẽ lên chúng và phối hợp nhiều chất liệu, nhiều thủ pháp kỹ thuật khác nhau sẽ cho ra một bản tranh in duy nhất. Ví dụ: kết hợp in với vẽ bằng tay, in và vẽ chồng chéo các chất liệu khác nhau trong một tác phẩm, phun các mảng màu lên giấy rồi in nét lên sau...
Tranh độc bản thường được coi là quý hiếm.